# Universitätsklinikum Mannheim

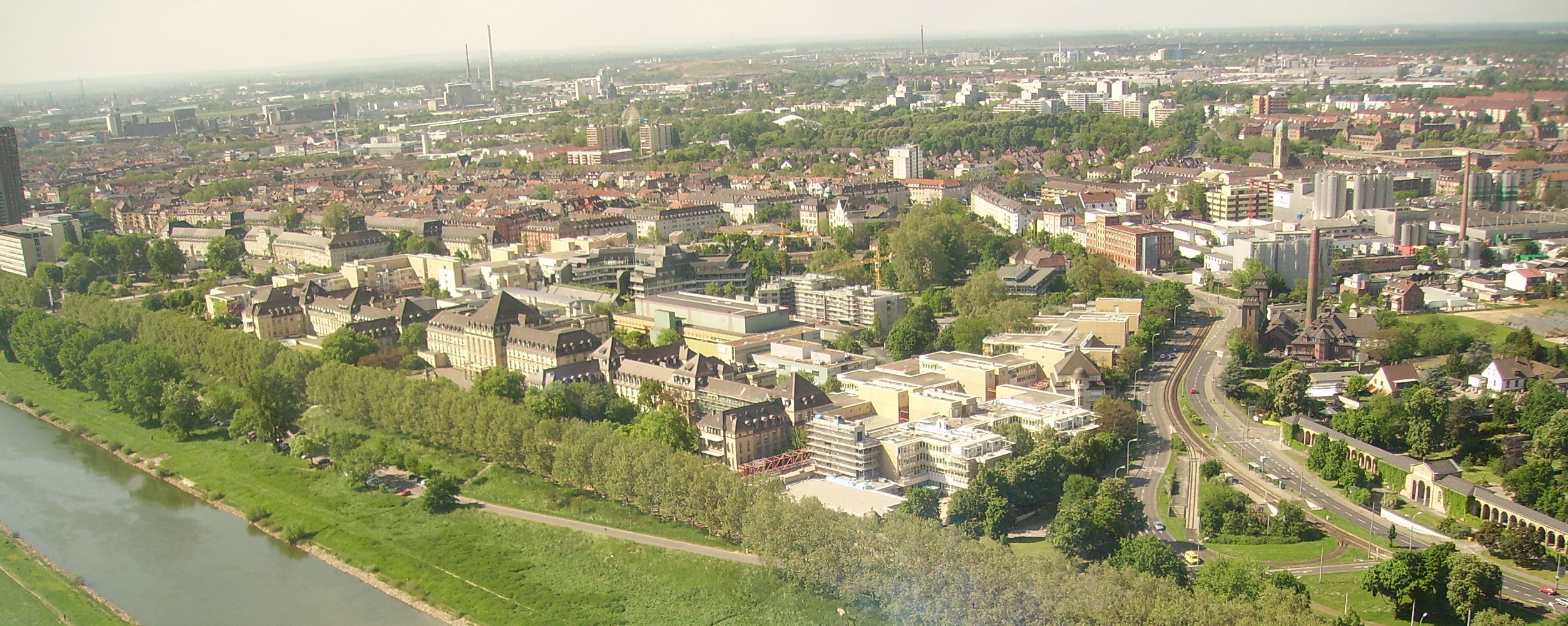
Luftbild des Universitätsklinikums im Mai 2008

Das Mannheimer Universitätsklinikum ist ein Krankenhaus der universitären Maximalversorgung am nördlichen Neckarufer im Stadtteil Wohlgelegen. Es verfügt über rund 30 Kliniken und Institute fast aller medizinischen Fachrichtungen. Als eine der wenigen nicht-landeseigenen Universitätskliniken in Deutschland wird es von der Stadt Mannheim betrieben. Die seit 1969 hier angesiedelte Medizinische Fakultät Mannheim gehört zur Universität Heidelberg. Der Name Universitätsklinikum wird erst seit 2001 geführt, weshalb in der Bevölkerung immer noch manchmal vom Städtischen Krankenhaus die Rede ist. Als Zeichen der Verbundenheit von Krankenversorgung und Wissenschaft firmieren das Mannheimer Universitätsklinikum und die Medizinische Fakultät Mannheim der Universität Heidelberg seit Ende 2008 als Universitätsmedizin Mannheim (UMM). Es gibt jedoch auch ein eigenständiges Logo für die Fakultät, das im Wesentlichen dem der Universität Heidelberg entspricht. Nicht zum Klinikum gehörend, jedoch an der universitären Ausbildung und Forschung beteiligt, übernimmt das Zentralinstitut für Seelische Gesundheit den Versorgungsauftrag für psychisch kranke Menschen in Mannheim.

## Geschichte

### Borromäusspital

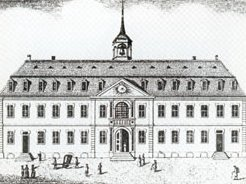
Altes Borromäus-Spital in R 5

Die Ursprünge des Mannheimer Universitätsklinikums gehen auf das 1730 von Kurfürst Karl Philipp gestiftete Spital im Quadrat R 5 zurück. Die anfänglich 12 Betten standen verarmten und kranken Hof- und Staatsbediensteten sowie Waisenkindern zur Verfügung. 1802 wurde das kurfürstliche Spital aufgelöst, die Stadt sah jedoch die Notwendigkeit der Schaffung einer Ersatzinstitution und so übernahm 1806 die Armen-Polizey-Commission das Borromäusspital. Diese städtische Kommission wurde zur Bekämpfung der Armut ins Leben gerufen, da durch den wirtschaftlichen Niedergang Mannheims nach der Verlegung des kurfürstlichen Hofes nach München immer mehr Menschen in Armut lebten. Mitte des 19. Jahrhunderts wurde das Gebäude mehrfach erweitert und verfügte 1858 über 336 Betten.

### Städtische Krankenanstalten am Theodor-Kutzer-Ufer

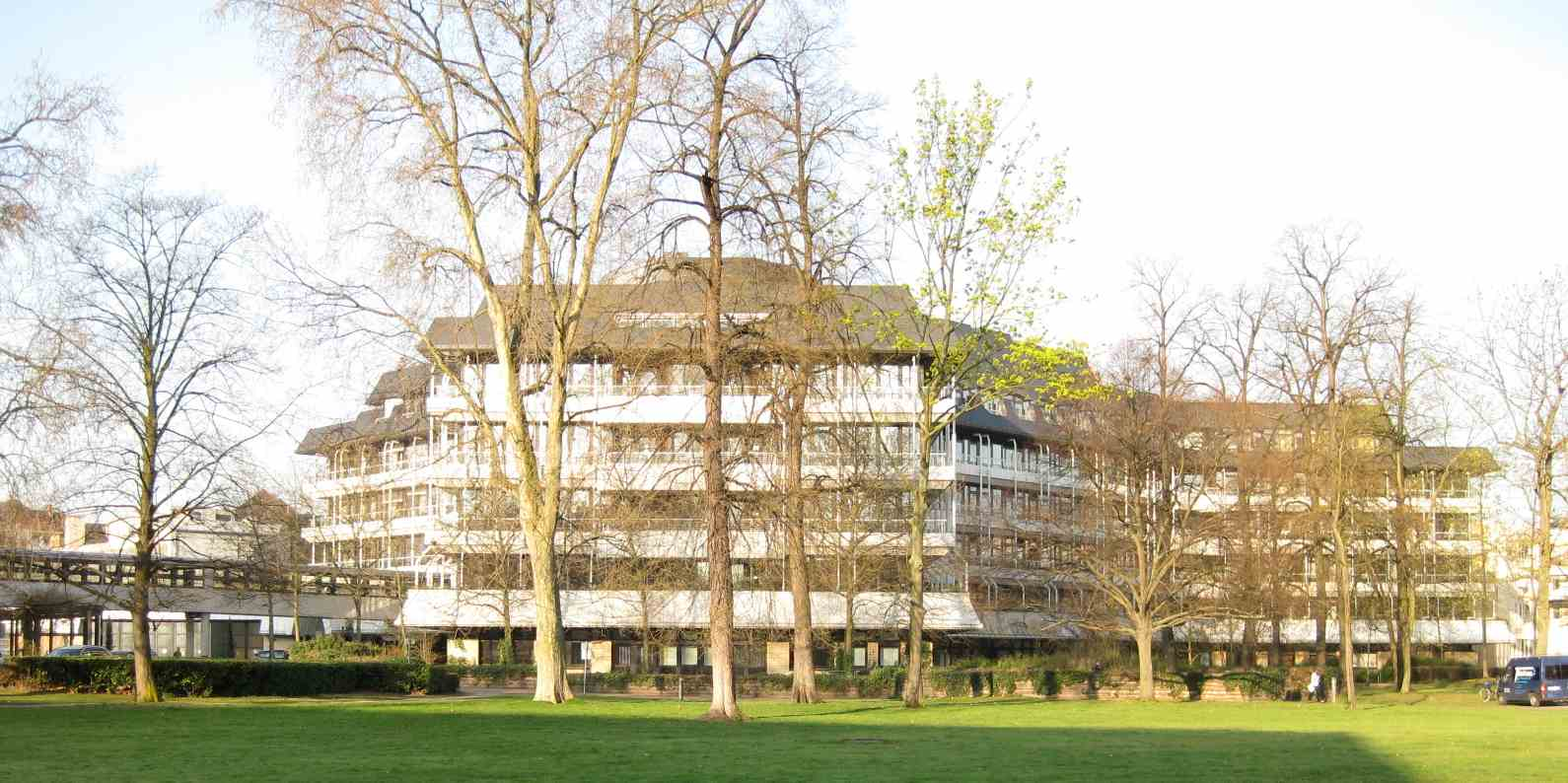
Haus 1

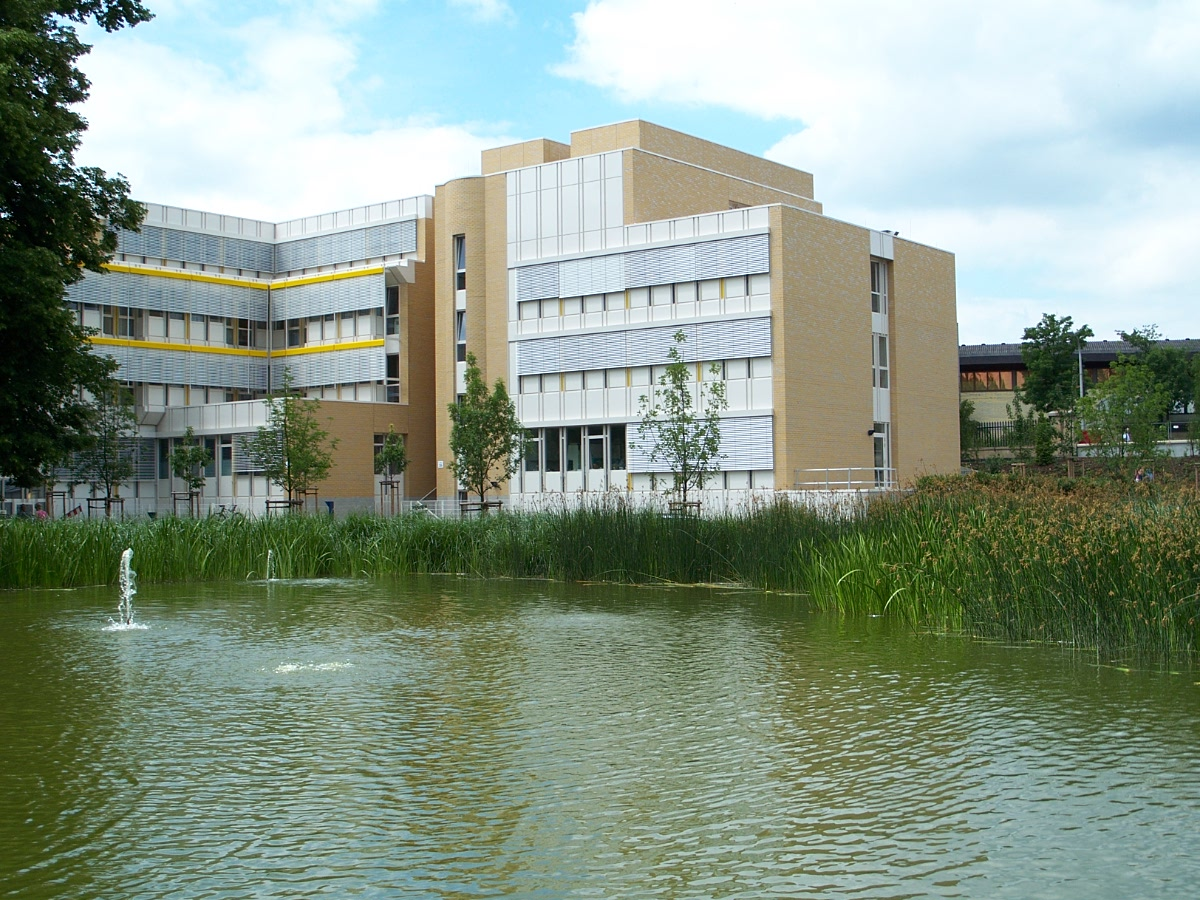
Park und neue Hautklinik

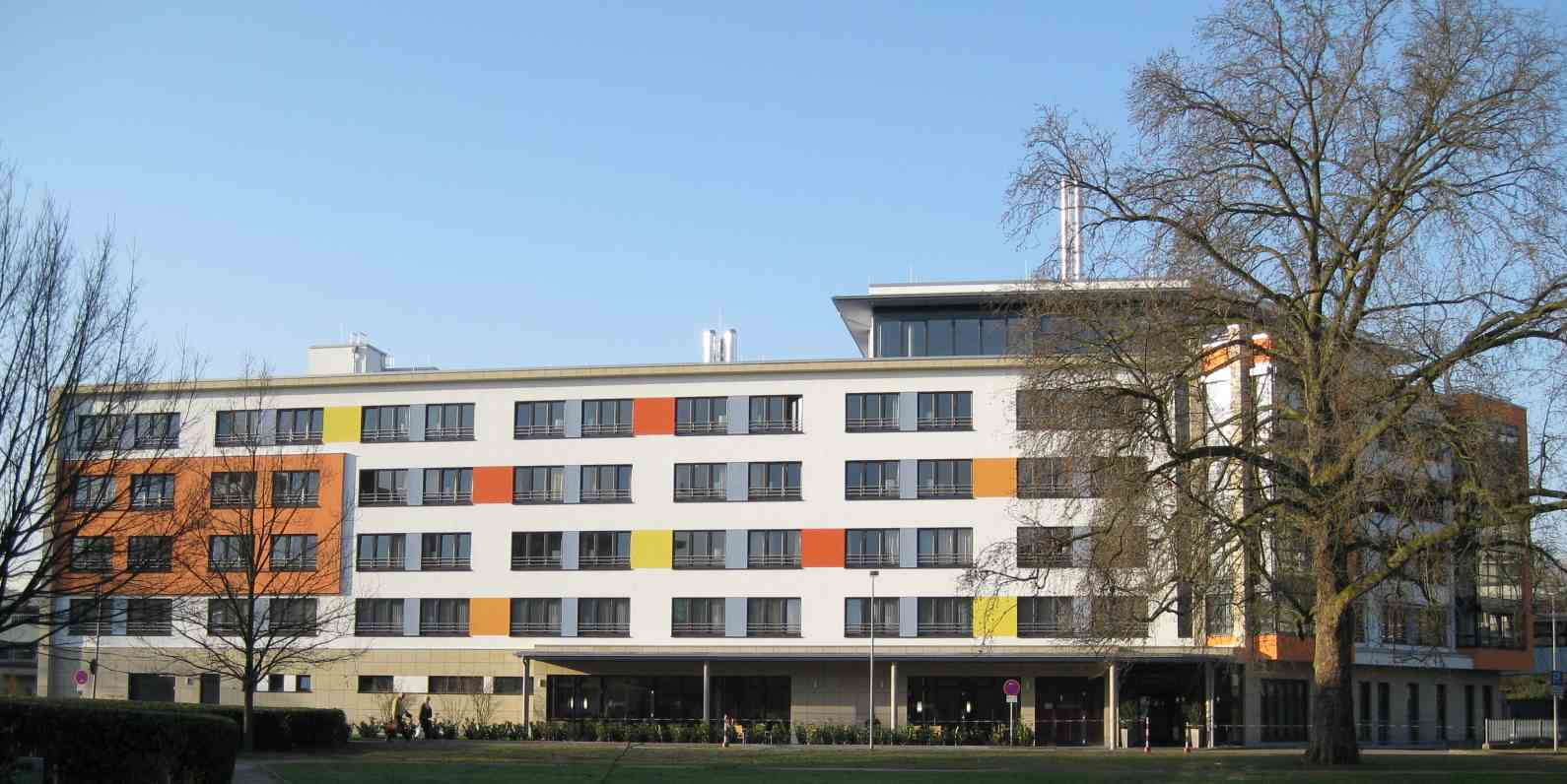
Patientenhaus

Bis 1894 waren alle Gebäude des Quadrates R 5 Teil des Spitals. Da weitere Anbauten nicht möglich waren, wurde der Bau eines neuen Krankenhauses beantragt. Die Diskussionen um Notwendigkeit und Standort waren sehr mühsam, so dass erst 1913 mit den Bauarbeiten eines vom damaligen Leiter des städtischen Hochbauamtes Richard Perrey geplanten Neubaus am heutigen Standort begonnen wurde. Aufgrund wirtschaftlich schwieriger Verhältnisse nach dem Ersten Weltkrieg konnten die „Städtischen Krankenanstalten“ erst am 8. Juli 1922 bezogen werden. Bei Inbetriebnahme standen 1.140 Kranken- und 392 Personalbetten in der parallel zum Neckarufer verlaufenden langgestreckten schlossartigen Anlage zur Verfügung. Der Bau galt als mustergültige Kombination zweier Grundrisssysteme des Krankenhausbaus, einerseits des vor allem Mitte des 19. Jahrhunderts verwendeten Korridorsystems mit kurzen Wegen aber größerem Infektionsrisiko aufgrund der Luftverbindungen, andererseits das gegen Ende des 19. Jahrhunderts entwickelte Pavillonsystem. Bei der Einweihung galt das Klinikum als das modernste Krankenhaus Europas und die ausländische Presse soll gerügt haben, dass sich ausgerechnet das Kriegsverliererland Deutschland ein solches Krankenhaus leisten könne.
Im Januar 1945 wurde das Gebäude bei Luftangriffen stark beschädigt. Nach dem Wiederaufbau bescheinigte 1961 ein Gutachten des Deutschen Krankenhaus-Institut e. V., dass das Krankenhaus „nicht mehr den ärztlichen und pflegerischen Erfordernissen eines Krankenhauses der Maximalversorgung“ entspricht. Die unter Ministerpräsident Kurt Georg Kiesinger bereits zugesagten Planungen zum Neubau des Klinikums mit 2.100 Betten am nordöstlichen Stadtrand wurden jedoch in den siebziger Jahren zugunsten einer Erweiterung am bestehenden Standort aufgegeben. Dies erfolgte nicht zuletzt aufgrund der Bedenken der Heidelberger Medizinischen Fakultät, die um eine Verschiebung der Prioritätenverhältnisse zugunsten der gerade im Entstehen begriffenen „Mannheimer Fakultät für klinische Medizin“ befürchtete.
Bis heute wurde und wird der Klinikkomplex durch zahlreiche Neubauten erweitert und modernisiert. So wurde 1987 das Gebäude der Frauen-, Augen- und HNO-Klinik fertiggestellt, 1991 der Neubau für Innere Medizin und 1994 der Neubau für Orthopädie. 2003 konnte das neue Kinderzentrum und die urologische Klinik, im Januar 2008 schließlich die neue Hautklinik eingeweiht werden. Im Oktober 2008 wurde ein Patientenhaus mit etwa 120 Zimmern eröffnet. Hierbei handelt es sich um ein einmaliges Projekt in der deutschen Krankenhauslandschaft. Patienten mit geringem Pflegebedarf können hier ohne Zuzahlung komfortabler untergebracht werden, nur besondere Serviceangebote sind kostenpflichtig. Dieses Konzept wurde 2009 mit dem „RFH-Hospital-Innovation-Preis“ ausgezeichnet. Nach dem Abriss der alten Hautklinik konnte der Neubau der Klinikapotheke in Angriff genommen werden, die Anfang Februar 2012 in Betrieb genommen wurde. Der Neubau des Funktionsgebäudes Haus 32, der vor allem Operationssäle und Intensivstationen beherbergt, wurde im Jahr 2010 begonnen und im Januar 2013 bezogen. 2017 wurde eine neue Stammzell-Transplantationseinheit mit spezieller Hygienetechnik in Betrieb genommen, mit der das Universitätsklinikum doppelt so viele Patienten mit lebensbedrohlichen Blutkrebserkrankungen wie bisher behandeln kann.

### Standort Waldhof-Ost
Von 1965 bis 2009 war die III. und zeitweise auch die IV. Medizinische Klinik an einem zweiten Standort im Stadtteil Waldhof-Ost ausgelagert. Diese Außenstelle wurde zunächst als Alten- und Pflegeheim gebaut, bei Fertigstellung konnte aufgrund von Personalmangel der Betrieb jedoch nicht aufgenommen werden, so dass das Gebäude über 40 Jahre als Krankenhaus mit Schwesternvorschule genutzt wurde. Die angegliederten Labore und die CML-Studienzentrale sowie das Kompetenznetz für Leukämien sind seit Juni 2009 in Räumlichkeiten am Neuen Messplatz umgezogen, so dass nach Schließung dieses Standortes ein ganzes historisches Kapitel zu Ende ging.

### Alte Wäscherei

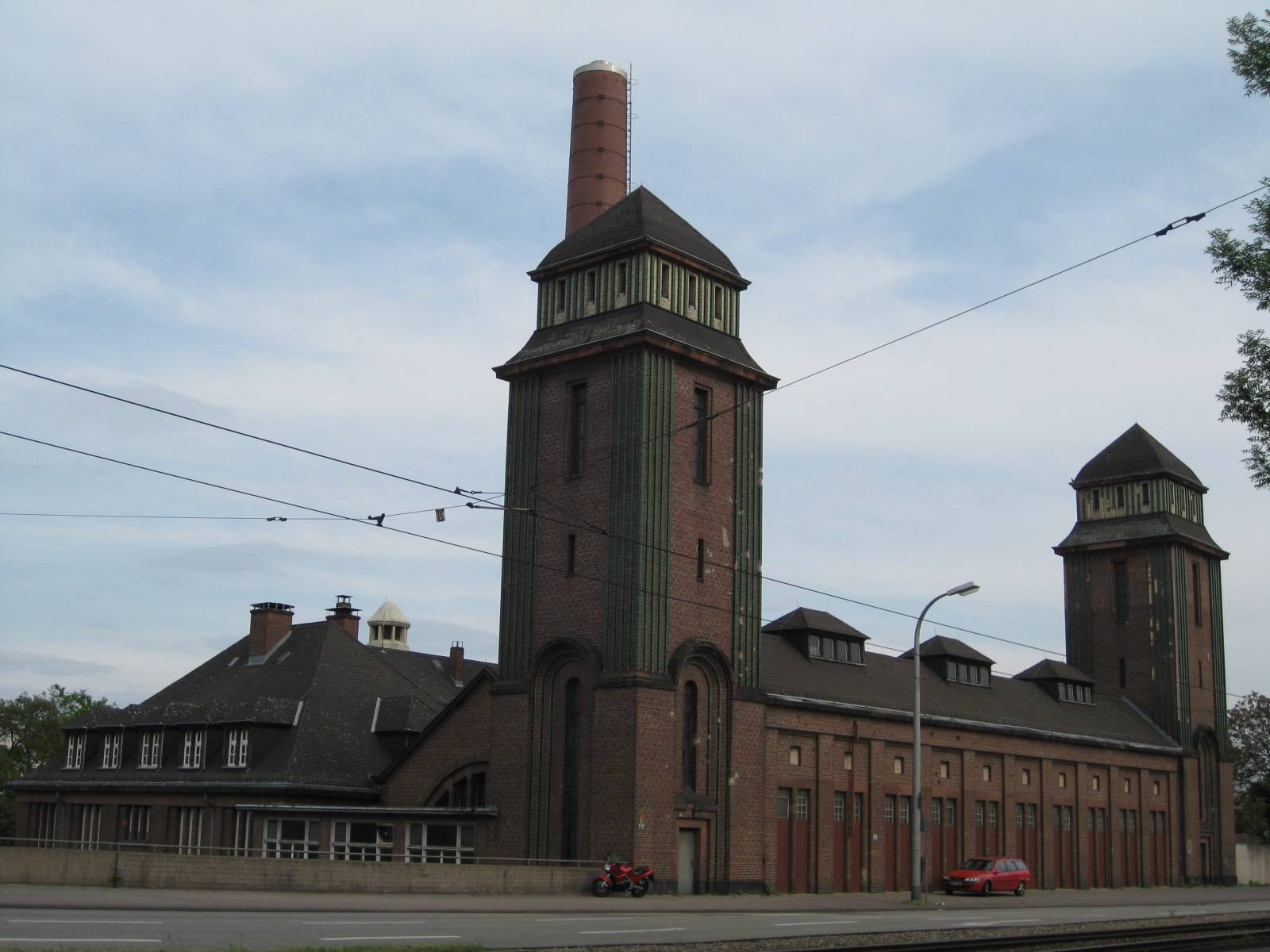
Alte Wäscherei

Nördlich vom Klinikgelände befindet sich an der Röntgenstraße das Gebäude der alten Wäscherei. Es wurde 1913 erbaut und beherbergte außerdem das Kessel- und Maschinenhaus des Heizkraftwerks der städtische Krankenanstalt. Der größte Teil der aus Sandstein und rotbraunen Klinkern gebauten Anlage liegt unterhalb des Straßenniveaus. Der Jugendstilbau steht unter Denkmalschutz.
Die Wärme für die Wäscherei sowie für die Klinikgebäude wurden aus Kohle gewonnen, die vom Mannheimer Hafen mit der Eisenbahn herangeschafft wurde. Heute befinden sich in dem Gebäude gasgetriebene Aggregate, die Heizwärme für das Klinikum erzeugen. Außerdem sind in der alten Wäscherei, die bis in die 1970er Jahre in Betrieb war, Labore des Zentrums für Medizinische Forschung (ZMF) untergebracht.

### Unternehmensstruktur
1997 fand die Umwandlung in eine gemeinnützige GmbH unter dem Namen Klinikum Mannheim gGmbH statt. Die Stadt Mannheim ist alleinige Gesellschafterin und das Unternehmen wurde somit teilprivatisiert. Seit 2001 darf sich das frühere Städtische Klinikum als „Universitätsklinikum“ bezeichnen, wobei die Krankenversorgung weiterhin in städtischer Hand verbleibt, während das Land Baden-Württemberg für die medizinische Ausbildung und universitäre Forschung zuständig ist. Seit 2017 firmiert das Klinikum auch im Handelsregister unter dem Namen Universitätsklinikum Mannheim GmbH.

#### Leitung
Gleichberechtigte Geschäftsführer sind Sandra Henek und der Ärztliche Direktor Hans-Jürgen Hennes. Die Unternehmensleitung ist in verschiedene Bereiche gegliedert: Geschäftsbereich Einkauf (Stefan Wilhelm), Geschäftsbereich Logistik/Wirtschaftsbetriebe (Christoph Klein), Geschäftsbereich Personal (kommissarisch Günter Kilian), Geschäftsbereich Pflegedirektion (Rayk Oemus-Diehl), Geschäftsbereich Finanzen und Querschnittsfunktion (kommissarisch Sandra Henek), Geschäftsbereich Bau und Technik (kommissarisch Sandra Henek) und Geschäftsbereich Technologiemanagement (Walid Sbaih).

#### Aufsichtsrat
Christian Specht (Vorsitzender), Dirk Grunert (stellvertretender Vorsitzender), Ralf Heller (zweiter stellvertretender Vorsitzender), Hanna Böhm, Carsten Dose, Alexander Fleck, Raymond Fojkar, Stefan Fulst-Blei, Udo Groß, Christoph Janke, Regina Jutz, Birgit Kaschta, Uwe Kupferschläger, Ulrich Lehnert, Thomas Münzel, Peter Oberreuter, Christiane Otto, Maximilian Reiser, Nadine Schulte, Achim Weizel, Andrea Wielsch.

### Kauf defizitärer Krankenhäuser 2013
Die Universitätsmedizin Mannheim (UMM) stieg 2013 – zum symbolischen Kaufpreis von einem Euro – bei den defizitären Krankenhäusern in Bensheim, Lampertheim und Lindenfels ein. Sie übernahm 95 Prozent am Südhessischen Klinikverbund und die restlichen fünf Prozent blieben bei der kirchlichen Stiftung Heilig-Geist-Hospital Bensheim. Als sich der Finanzbedarf größer als erwartet erwies, verlangte die UMM im Jahre 2015 Schadensersatz vom zuvor alleinigen Träger, der Stiftung Bensheim. Es wurden 30 Millionen Euro gefordert. Das Landgericht Mannheim wies die Klage im Dezember 2017 in allen Punkten ab, Ende 2019 auch das Oberlandesgericht Karlsruhe. Im März 2021 ließ das Bundesgericht in Karlsruhe einen Antrag zur Revision nicht zu. Im Februar 2023 wurde der jahrelange Rechtsstreit mit dem Bistum Mainz vor dem Oberlandesgericht mit einem Vergleich beendet, das Mannheimer Klinikum musste dem Bistum vier Millionen Euro zahlen. Weitere Verfahren sind aktuell noch anhängig, so mit der Stiftung Heilig-Geist-Hospital Bensheim.

### Hygieneprobleme 2014
Anfang Oktober 2014 musste der Operationsbetrieb aufgrund von Hygieneproblemen auf ein Notprogramm heruntergefahren werden. Nach einer anonymen Anzeige begannen Ermittlungen des Regierungspräsidiums Karlsruhe, die am 1. Oktober 2014 zu einem ersten anlassbezogenen Besuch einer vierköpfigen Delegation führten bei dem zunächst das Orthopädische Zentrum begangen wurde. Hierbei wurden kontaminierte und verschmutzte Instrumente gefunden. Es zeigte sich, dass die hauseigenen Spülmaschinen für OP-Instrumente unzureichend zertifiziert waren und Pflegeanweisungen von Herstellerfirmen nicht beachtet wurden. Die Staatsanwaltschaft nahm Ermittlungen auf. Im Zuge der Probleme trat der Geschäftsführer, Alfred Dänzer, zurück und eine neue Geschäftsführung wurde eingesetzt. Nach einer Überprüfung im Juni 2015 stellte das Regierungspräsidium Karlsruhe fest: „Das Klinikum und der beauftragte externe Dienstleister haben die Zentrale Sterilgutversorgungsabteilung (ZSVA) in kurzer Zeit auf einen guten Standard gebracht.“ Im Februar 2021 begann am Mannheimer Landgericht der Auftakt zum Prozess, bei dem Dänzer zur Last gelegt wurde Verstöße gegen das Medizinproduktegesetz begangen zu haben. Die Dritte Strafkammer des Landgerichts ging am 26. April 2021 von einem bedingten Vorsatz aus und verurteilte den ehemaligen Geschäftsführer zu einer zweijährigen Bewährungsstrafe und einer Geldbuße von 75.000 €.

### 100-jähriges Jubiläum
Am 9. Juli 2022 feierte das Universitätsklinikum Mannheim das hundertjährige Bestehen seines markanten Hauptgebäudes am Neckarufer mit einem Tag der offenen Tür sowie einer Festmeile am Neckarufer.

## Medizinische Fakultät

### Geschichte

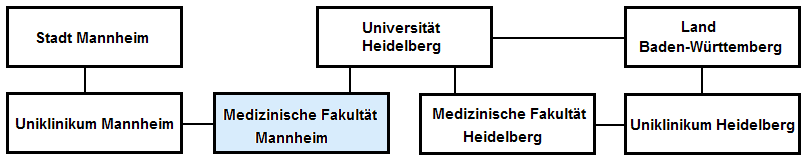
Schema der Beziehungen zwischen Stadt, Universität und Land zur Medizinischen Fakultät Mannheim

Aufgrund der großen Zahl an Studienbewerbern für das Medizinstudium rief der Wissenschaftsrat zur Erweiterung der Ausbildungseinrichtungen auf. Dabei wurde auch an die Öffnung der städtischen Krankenanstalten für die akademische Nutzung nachgedacht. Die Überlegungen der Stadt Mannheim gingen zunächst dahin, das Krankenhaus am Neckarufer auf Normalversorgung zurückzustufen und den oben erwähnten kompletten Neubau am Stadtrand vom Land Baden-Württemberg finanzieren zu lassen. Schließlich wurde am 10. November 1964 der Lehrbetrieb an den Städtischen Krankenanstalten Mannheim als vermeintlicher Vorstufe zu einem später zu errichtenden Universitätsklinikum aufgenommen. 1969 wurde eine eigenständige Fakultät, die II. Medizinische Fakultät der Universität Heidelberg, eingerichtet. Die Situation mit zwei medizinischen Fakultäten an einer Universität war nicht immer einfach. So wuchs an der Universität Heidelberg Ende der 1960er Jahre die Besorgnis, dass eine ernsthafte Konkurrenz zur eigenen Fakultät entstehen könnte und dadurch Finanzmittel des Landes abgezogen werden könnten. Andererseits wollte die Landesregierung in Stuttgart verhindern, dass die Städtischen Krankenanstalten mit Landesmitteln saniert werden, ohne dass in entsprechendem Maße die Forschung und Lehre davon profitieren würde. Auch die Frage der Loslösung von der Mutter-Universität und der Eingliederung in die Universität Mannheim ist immer wieder diskutiert worden. Im Jahre 1978 wurde deshalb eine Fakultätskommission zur Vorbereitung eines Struktur- und Entwicklungsplanes ins Leben gerufen, der Beschlüsse zur zukünftigen Anbindung der Fakultät erarbeitete. Sie kam zu dem Ergebnis, dass …eine Loslösung der Fakultät (…) nicht wünschenswert ist, da der Fakultät noch wichtige Lehrstühle aus dem Bereich der Theoretischen Medizin (…) fehlen.

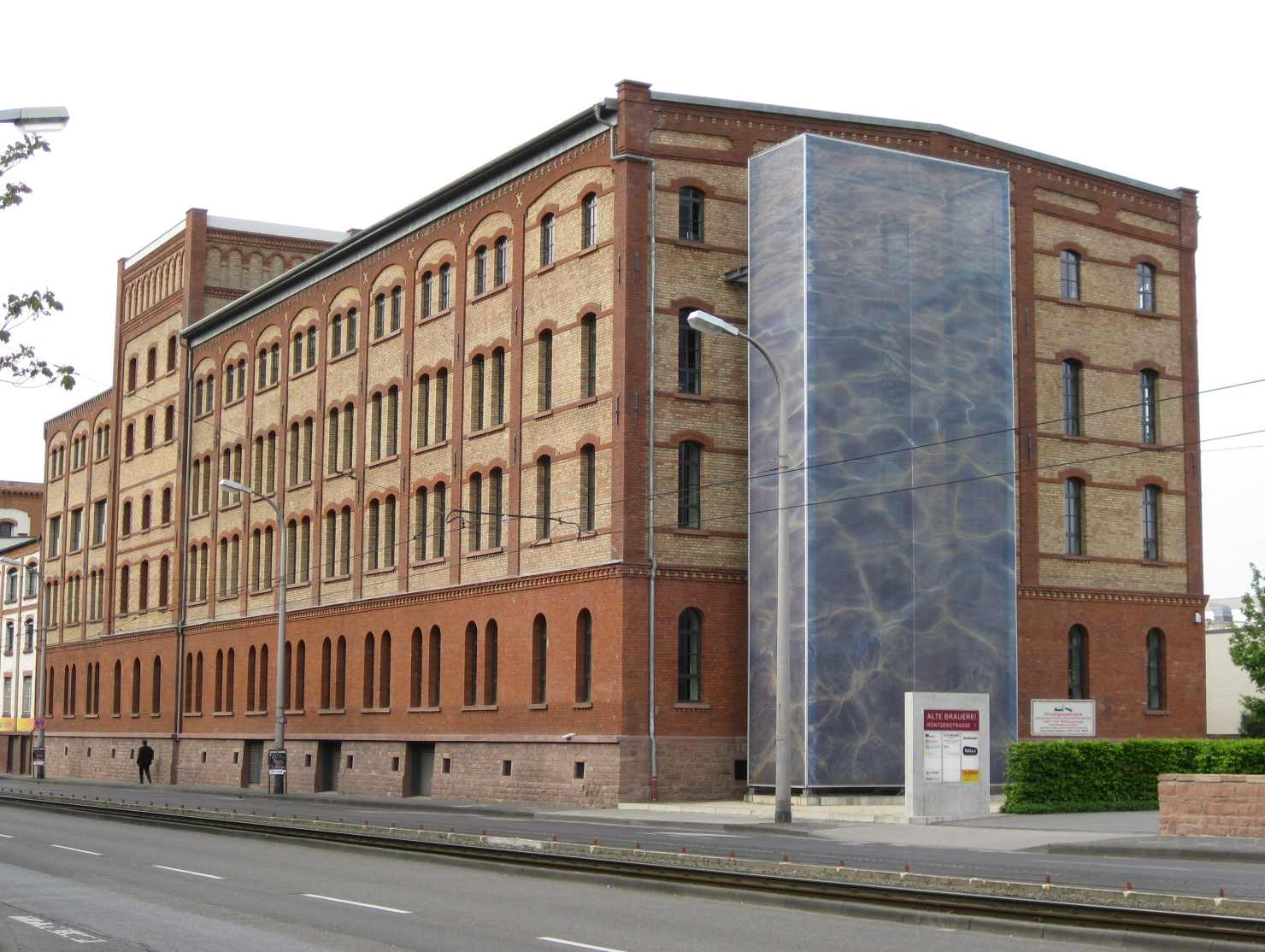
Alte Brauerei, seit der Renovierung Vorlesungs- und Seminargebäude

An der „Fakultät für klinische Medizin Mannheim“ konnte jahrelang nur der klinische Teil des Medizinstudiums absolviert werden. Mit der Einführung des MaReCum (Mannheimer Reformiertes Curriculum für Medizin und medizinnahe Berufe) zum Wintersemester 2006/07 erfolgte die Aufwertung zur Vollfakultät mit eigener Vorklinik und die Umbenennung in „Medizinische Fakultät Mannheim“. Die hier derzeit etwa 1.400 eingeschriebenen Studenten können sich bei ihrer ärztlichen Ausbildung zwischen den Schwerpunkten Praxisorientiertes Medizinstudium, Humanmedizin mit Masterabschluss und Wissenschaftliche Laufbahn entscheiden.
Seit 2008 besteht als hochschulübergreifende wissenschaftliche Einrichtung der Universität Heidelberg und der Technischen Hochschule Mannheim das Institut für Medizintechnologie mit fünf Professorenstellen. Es soll als interdisziplinäre Forschungseinrichtung die Kompetenzen beider Hochschulen auf medizinischen und ingenieurwissenschaftlich-technischen Gebieten voranbringen. Ebenso wird seit dem Wintersemester 2008/09 von der Hochschule Mannheim in Kooperation mit der Medizinischen Fakultät Mannheim der interdisziplinäre Studiengang „Medizintechnik“ angeboten.

### Forschungsschwerpunkte
- Onkologie: das Interdisziplinäre Tumorzentrum Mannheim sichert die fächerübergreifenden Zusammenarbeit.
- Neuroplastizität und Schmerzforschung: es besteht eine enge Zusammenarbeit mit dem Zentralinstitut für Seelische Gesundheit.
- Vaskuläre Biologie und Medizin: Schwerpunkt ist die Struktur- und Funktionsanalyse der Gefäßwände.
- Medizintechnologie: anwendungsbezogene Forschung in Bildgebung und Bildanalyse.

### Bibliothek

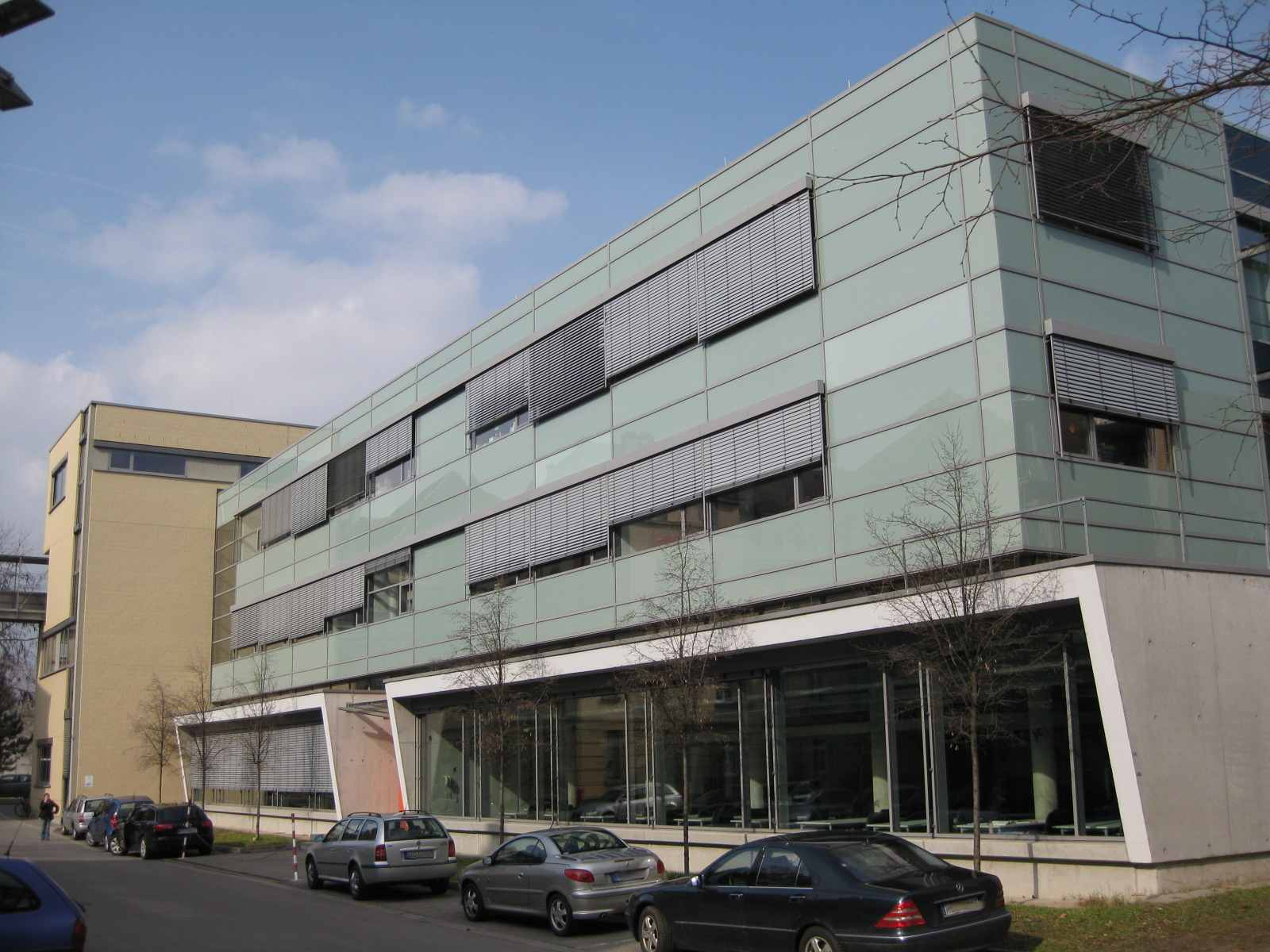
Bibliothek der Medizinischen Fakultät Mannheim und ZMF

Herz der Medizinischen Fakultät Mannheim ist die Bibliothek, die sich seit 2001 mit dem Zentrum für Medizinische Forschung (ZMF) im Multifunktionalen Forschungsgebäude auf dem Gelände des Universitätsklinikums befindet. Aufgrund der Zunahme der Studentenzahlen mit der Aufwertung zur Vollfakultät wurde ein Erweiterungsbau nötig, der im Juni 2008 eingeweiht wurde.
In der Kategorie Medizinisch-Wissenschaftliche Bibliothek belegte sie im deutschlandweiten Bibliotheksranking 2006 des Deutschen Bibliotheksverbands den ersten Platz.

### Dr.-Hans-Martini-Medaille
Diese 2008 erstmals verliehene undotierte Auszeichnung der Medizinischen Fakultät Mannheim wird in unregelmäßigen Abständen an Persönlichkeiten verliehen, die sich in besonderem Maße um die Fakultät verdient gemacht haben. Mit der ersten Medaille wurde Hans Martini geehrt, ihm zu Ehren ist auch die Auszeichnung benannt. Er war von 1961 bis 1981 Bürgermeister für Sozial- und Gesundheitswesen in Mannheim und war maßgeblich an der Gründung der Mannheimer Medizinischen Fakultät und des Zentralinstituts für Seelische Gesundheit (ZI) mitwirkend.
Preisträger
- 2008: Hans Martini[29]
- 2009: Heinz Häfner[30]
- 2010: Hans-Jürgen Müller-Arens
- 2019: Manfred Fuchs[31]

## Beteiligungen
Die Klinikum Mannheim GmbH hält Beteiligungen an mehreren Unternehmen:
- Das Medizinische Versorgungszentrum Mannheim Mitte (MVZ) ist eine ambulante Gemeinschaftspraxis. Ärztinnen und Ärzte verschiedener Fachrichtungen behandeln hier Kinder, Jugendliche und Erwachsene interdisziplinär.[33]
- Die Klinik Management Dienstleistungen GmbH (KMD) erbringt Serviceleistungen im Reinigungsbereich sowie in der Transport-, Güter- und Speisenversorgung, unter anderem für Krankenhäuser, Seniorenheime, Schulen und Kindertageseinrichtungen[34]
- Die FreeVis LASIK Zentrum Mannheim GmbH korrigiert Fehlsichtigkeiten mittels Lasereinsatz[35]
- Die Akademie der Universitätsklinikum Mannheim GmbH ist eine der größten Ausbildungsstätten für Gesundheitsberufe in Deutschland mit über 900 Auszubildenden in zehn verschiedenen Berufen. Sie wurde 2024 als „Great Place to Work“ im Gesundheitswesen ausgezeichnet.[36]

## Wichtige Kenngrößen (2019)
- Patientenzahl stationär und teilstationär: 44.898
- Patientenzahl ambulant: 172.097
- Planbetten: 1.352
- Anteil der Patienten aus dem Mannheimer Stadtgebiet: 45 Prozent
- Durchschnittliche Verweildauer: 6,3 Tage
- Casemixindex effektiv (neue Systematik): 1,16[37]

## Trivia

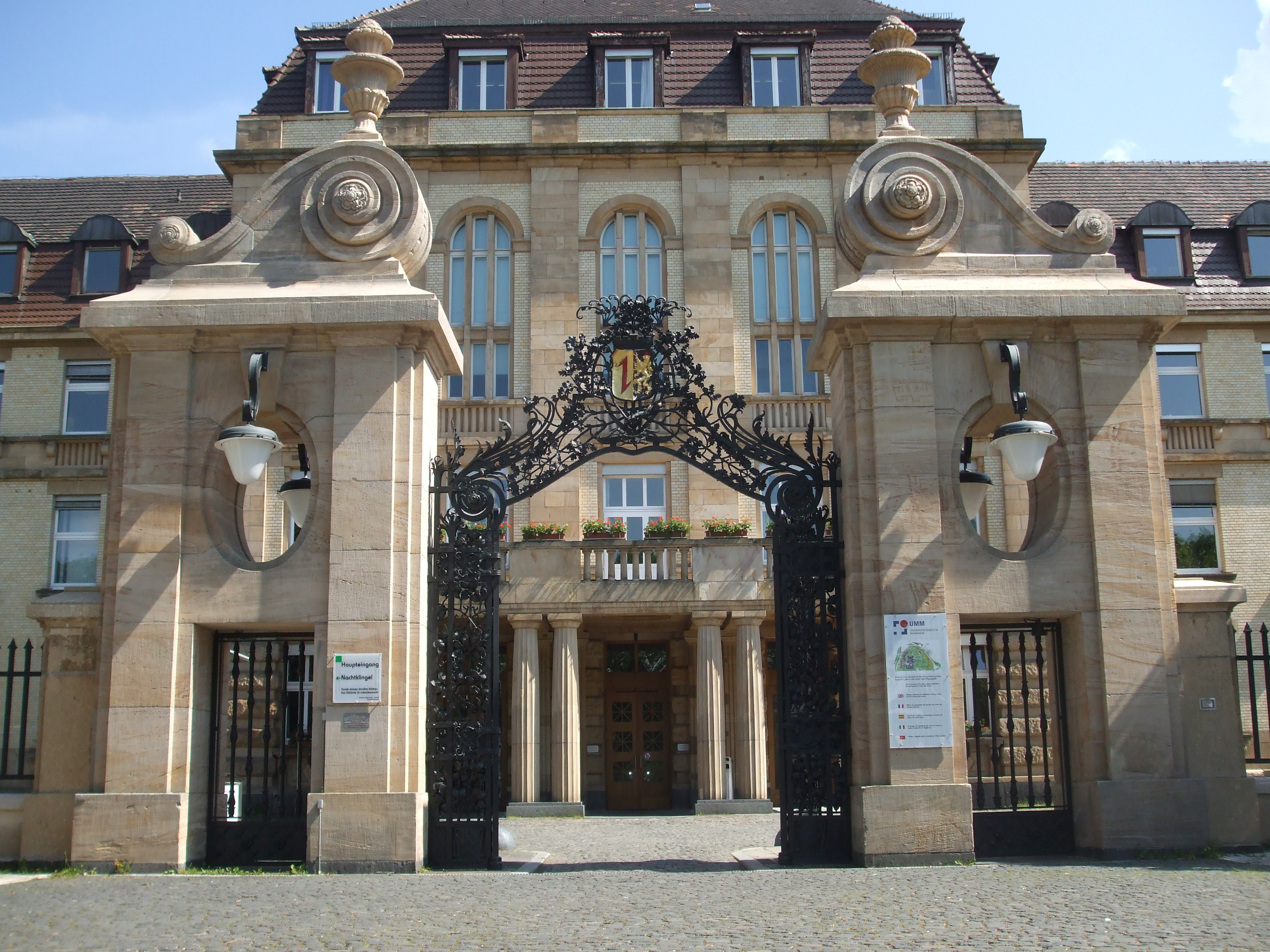
Haupteingang mit dem „Pariser Tor“

Den Eingang zum Klinikum schmückt das „Pariser Tor“, ein schmiedeeisernes Jugendstilwerk von Josef Neuser. Die Stadt beauftragte Neuser, das Mannheimer Handwerk auf der Weltausstellung 1900 in Paris mit dem Tor zur Gewerbeschule im Quadrat C 6 zu repräsentieren. Er schmiedete in drei Monaten nach Entwürfen von Hermann Götz ein sechs Meter hohes und 4,8 Tonnen schweres, mit neobarockem Rankenwerk aus Blättern und Ornamenten verziertes Kunstwerk. Das „Pariser Tor“ erwies sich jedoch als ungeeignet für die Schule und stand bis 1920 im Hinterhof. Dann wurde es links und rechts um 16 Zentimeter erweitert, mit dem Stadtwappen gekrönt und im Haupteingang des neuen Krankenhauses am Neckar installiert. Es war lange Zeit Logo des Krankenhauses, bevor es im November 2008 von dem aktuellen Logo abgelöst wurde.

## Einrichtungen

### Kliniken
- Augenklinik,[39]Haus 1
- Frauenklinik,[40] Haus 1

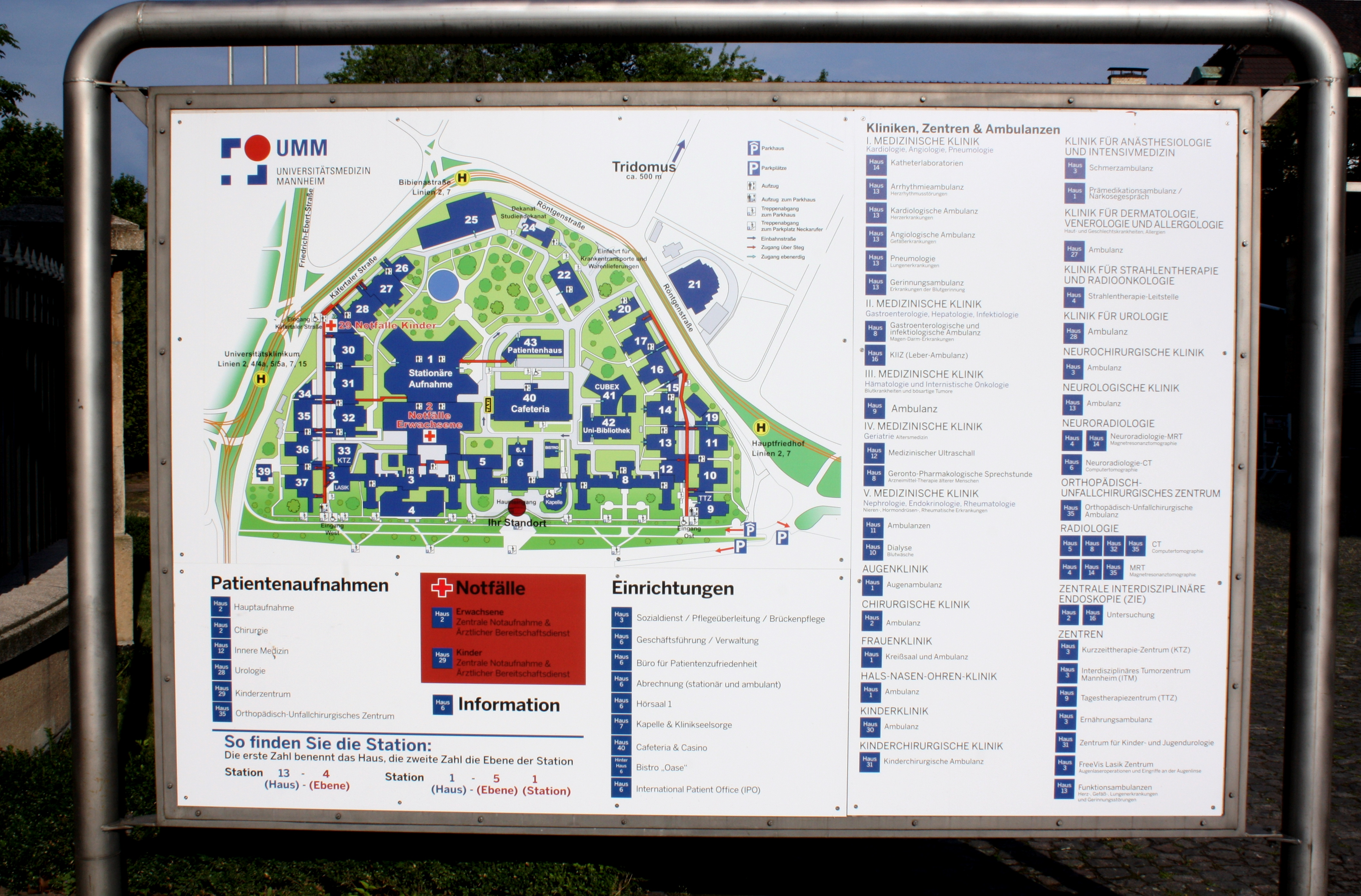
Schautafel mit Lage der einzelnen Häuser

- Neurochirurgische Klinik,[41] Haus 1, 43
- Chirurgische Klinik,[42] Haus 1, 2, 3, 37
- I. Medizinische Klinik (Kardiologie, Angiologie, Pneumologie, Intensivmedizin),[43] Haus 8, 10, 11, 13, 14, 16, 17
- II. Medizinische Klinik (Gastroenterologie, Hepatologie, Infektionskrankheiten),[44] Haus 8, 11, 16, 17
- III. Medizinische Klinik (Hämatologie, Onkologie),[45] Haus 9, 16, 17, 24
- IV. Medizinische Klinik (Geriatrie),[46] Haus 14, 16, 17
- V. Medizinische Klinik (Nephrologie, Endokrinologie, Rheumatologie),[47] Haus 8, 10, 11
- Neurologische Klinik,[48] Haus 13, 14
- Orthopädisch-Unfallchirurgisches Zentrum,[49] Haus 2, 3, 34, 35, 36, 37
- Klinik für Kinder- und Jugendmedizin,[50] Haus 30, 31
- Klinik für Neonatologie,[51] Haus 28, 30
- Kinderchirurgische Klinik,[52] Haus 29, 30, 31
- Klinik für Hals-Nasen-Ohrenheilkunde, Kopf- und Halschirurgie,[53] Haus 1, 2
- Klinik für Urologie,[54] Haus 28, 30, 31
- Klinik für Dermatologie, Venerologie und Allergologie,[55] Haus 26, 27
- Klinik für Strahlentherapie und Radioonkologie,[56] Haus 3, 4, 35
- Klinik für Anästhesiologie und Operative Intensivmedizin,[57] Haus 2, 3, 36, 32

### Institute des Universitätsklinikums
- Institut für Klinische Radiologie und Nuklearmedizin,[58] Haus 2, 3, 4, 5, 6, 8, 14, 32
- Abteilung für Neuroradiologie,[59] Haus 3, 4, 5, 6, 14
- Institut für Medizinische Mikrobiologie und Hygiene, Haus 20, 22
- Institut für Klinische Chemie, Haus 17, 22
- Pathologisches Institut, Haus 11, 19

### Einrichtungen der Medizinischen Fakultät Mannheim
- Institut für Experimentelle und Klinische Pharmakologie und Toxikologie, Maybachstraße 14
- Institut für Transfusionsmedizin, Friedrich-Ebert-Str. 107
- Biometrie und Medizintechnik
- Medizinische Statistik, Biomathematik und Informationsverarbeitung, Ludolf-Krehl-Str. 13–17
- Centrum für Biomedizin und Medizintechnik Mannheim (CBMT), Ludolf-Krehl-Str. 7–11
- Fachgebiet Geschichte, Theorie und Ethik der Medizin, Ludolf-Krehl-Str. 13–17
- Mannheimer Institut für Public Health (MIPH), Ludolf-Krehl-Str. 7–11
- Studiendekanat, Haus 24
- Bibliothek der Medizinischen Fakultät Mannheim, Haus 42
- Zentrum für Medizinische Forschung (ZMF), Haus 8, 42

### Weitere medizinische Einrichtungen
- Zentrale Notaufnahme, Haus 2
- Kinder-Notaufnahme, Haus 29
- Kinder-Tagesklinik, Haus 29
- Mannheim Cancer Center (MCC),[60] Haus 3
- Kurzzeittherapie-Zentrum (KTZ), Haus 3
- LASIK Zentrum Mannheim,[61] Haus 3
- Deutsches Zentrum für Fetalchirurgie & minimal-invasive Therapie (DZFT)[62]
- Patientenhaus, Haus 43

### Sonstige Einrichtungen
- Cafeteria „Campus Lounge“, Haus 43[63]
- Kapelle und Klinikseelsorge, Haus 7
- Klinikradio RUMMs[64]
- Kinder Oase[65]